# Habenaria tahitensis
Habenaria tahitensis är en orkidéart som beskrevs av Jean Nadeaud. Habenaria tahitensis ingår i släktet Habenaria och familjen orkidéer. Inga underarter finns listade i Catalogue of Life.